# Neohypdonus
Neohypdonus is een geslacht van kevers uit de familie  
kniptorren (Elateridae).
Het geslacht is voor het eerst wetenschappelijk beschreven in 1971 door Stibick.

## Soorten
Het geslacht omvat de volgende soorten:
- Neohypdonus aestivus (Horn, 1871)
- Neohypdonus arcticus (Candèze, 1860)
- Neohypdonus gentilis (LeConte, 1866)
- Neohypdonus nepalensis Ôhira & Becker, 1973
- Neohypdonus nibleyi Wells, 1991
- Neohypdonus perplexus (Horn, 1871)
- Neohypdonus recavus Wells, 1991
- Neohypdonus restrictulus (Mannerheim, 1853)
- Neohypdonus tumescens (LeConte, 1853)